# واسیل بوژیکوف
واسیل بوژیکوف (بلغاری: Васил Георгиев Божиков؛ زادهٔ ۲ ژوئن ۱۹۸۸) بازیکن فوتبال اهل بلغارستان است.
از باشگاه‌هایی که در آن بازی کرده است می‌توان به باشگاه فوتبال لیتکس لووچ و باشگاه فوتبال قاسم‌پاشا اسپور اشاره کرد.
وی همچنین در تیم‌های ملی فوتبال زیر ۲۱ سال بلغارستان و بلغارستان بازی کرده است.